# 行遍
行遍（ぎょうへん、生没年未詳）は、平安時代末期から鎌倉時代初期にかけて活躍した熊野新宮の社僧。『新古今和歌集』の歌人としても有名。19代熊野別当行範の6男で、母は源為義女・鳥居禅尼（「たつたはらの女房」）。鎌倉幕府の初代将軍・源頼朝は母方の従兄弟にあたる。

## 略歴

### 生年について
生年は未詳であるが、久安2年（1146年）生まれの3兄行快（同母次兄，後の22代熊野別当）、久安4年（1148年）生まれの4兄範命（同母3兄、後の23代熊野別当）との関係から、久安6年（1150年）前後に比定される見解が出されている。

### 歌人として
国文学界には、『新古今和歌集』の「法橋行遍」を、熊野出身で熊野速玉大社の社僧・御師を家業とする行遍とする説と、鎌倉時代中期に活躍した東寺四長者の1人である大僧正行遍（1181年 - 1264年）とする説があるが、前者を支持する説には多くの証拠資料があるのに対し、後者を支持する説には『尊卑分脈』醍醐源氏系図の任尊の子行遍に「新古作者」と記載された注以外にこれといって証拠となる資料がない。
『新古今和歌集』に収められた歌は、
1. みし人はよにもなぎさのもしほ草かきおくたびに袖ぞしほるる（詞書付き）
2. 名残をばにはのあさぢにとどめおきてたれゆゑ君がすみうかれけん
3. あやしくぞかへさは月のくもりにし昔がたりによやふけにけむ（詞書付き）
4. たのみありていま行末を待つ人や過ぐる月日をなげかざるらむ

の4首である。
3番の歌の詞書（「月のあかきよ、定家朝臣にあひて侍りけるに、歌の道に心ざしふかき事はいつばかりのことにかとたづね侍りければ、わかく侍りし時、西行にひさしくあひともなひて、ききならひ侍りしよし申して、そのかみ申しし事などかたり侍りて、かへりてあしたにつかはしける」）によると、行遍は若年の頃、熊野新宮の社僧・御師としてその家業に従いつつ、熊野で修行していた紀伊出身の有名歌人西行法師（1118年-1190年）から歌道を学んだ。その時期は1160年代後半から1170年代前半にかけての時期と推定される。
元久元年（1204年）、熊野行遍法橋は、『新古今和歌集』の撰者の1人である藤原定家の九条宿所を訪ね、西行のことなどを懐かしく語り合い（『明月記』元久元年6月15日条）、定家に自らの歌をゆだねた。その結果、『新古今和歌集』に「法橋行遍」という名前で上記の４首が入撰したと推定される。
元久2年（1205年）、行遍は、実兄の23代熊野別当範命（1148年-1208年）の推挙により、法眼に補任された（『明月記』元久2年1月1日条）。
行遍の死亡時期は、鎌倉時代初期の承元4年（1210年）頃に比定される。享年60前後か。僧侶としての極位は法眼。行遍は、後に紀伊の新宮や有田の宮崎水軍の統率者となった宮崎氏の祖とされている。